# Bătălia de la Belgorod
Bătălia de la Belgorod a avut loc la începutul lunii august 1943 între forțele germane și sovietice, parte a ofensivei  Polkovodeț Rumianțev, care a urmat succesului sovietic din Bătălia de la Kursk. 

## Preludiu
În timpul bătăliei de la Kursk, unitățile germane blindate de la sudul de pungaii au cucerit un intrând în sectorul Belgorod pe 8 iulie. Contraofensiva care a urmat bătăliei de la Kursk a avut ca obiective, printre altele, și elibererea Kurskului și Belgorodului. 

## Bătălia
Sovieticii au atacat cu o coloană blindată spre Beldorod, reușind o pătrundere de aproximativ 160 km. Coloana sovietică a fost învăluită prin flanc chiar spre baza de pornire de două corpuri de Panzere. Blindatele germane au fost însă rapid copleșite și învinse de atacurile masive sovietice sprijinite de tirul a 3.000 de tunuri de pe un front de 32 km. 

## Urmări
Ambele tabere au avut pierderi cifrate la cam 72.000 de oameni. După recucerirea orașului, s-a deschis calea ofensivei pentru eliberarea Harkovului.